# Apache Ain't Shit
Apache Ain't Shit er det eneste album udgivet af rapperen Apache. Det blev udgivet i 1992 på Tommy Boy Records og er produceret af DJ Mark the 45 King, Large Professor og Diamond D. Albummet toppede som nr. 66 på Billboard 200 og som nr. 15 på Top R&B/Hip-Hop Albums.
To af albummets singler blev udgivet. Den ene var "Gangsta Bitch" produceret af A Tribe Called Quest som toppede som nr. 67 på Billboard Hot 100, nr. 49 på Hot R&B/Hip-Hop Singles & Tracks og som nr. 11 på Hot Rap Singles. Den anden single "Do Fa Self" kom derimod ikke på nogle hitlister.
På trods af at Apache gjorde opmærksom på at musikken var for sjov og ikke skulle tages alvorligt så kritiserede Allmusic stadigvæk albummets racistiske anti-hvide temaer såsom sangen "Kill D'White People."

## Trackliste
1. "The Beginning" – 1:20
2. "Tonto" – 4:16 (Featuring Nikki D)
3. "Do Fa Self" – 3:19
4. "Gangsta Bitch" – 4:45
5. "A Fight" – 3:31
6. "Kill D'White People" – 0:17
7. "Hey Girl" – 3:38 (featuring Milo & Collie Weed)
8. "Apache Ain't Shit" – 3:40
9. "Blunted Snap Session" – 2:43 (featuring Jigaboos & My Dick Posse)
10. "Who Freaked Who" – 3:42 (Featuring Nikki D)
11. "Get Ya Weight Up" – 3:55
12. "Woodchuck" – 4:23 (featuirng Latee, Cee, Double J, and Vinnie & Treach of Naughty by Nature) )
13. "Make Money" – 3:01
14. "Wayz of a Murderahh" – 3:16